# Evangelische Kirche (Maibach)

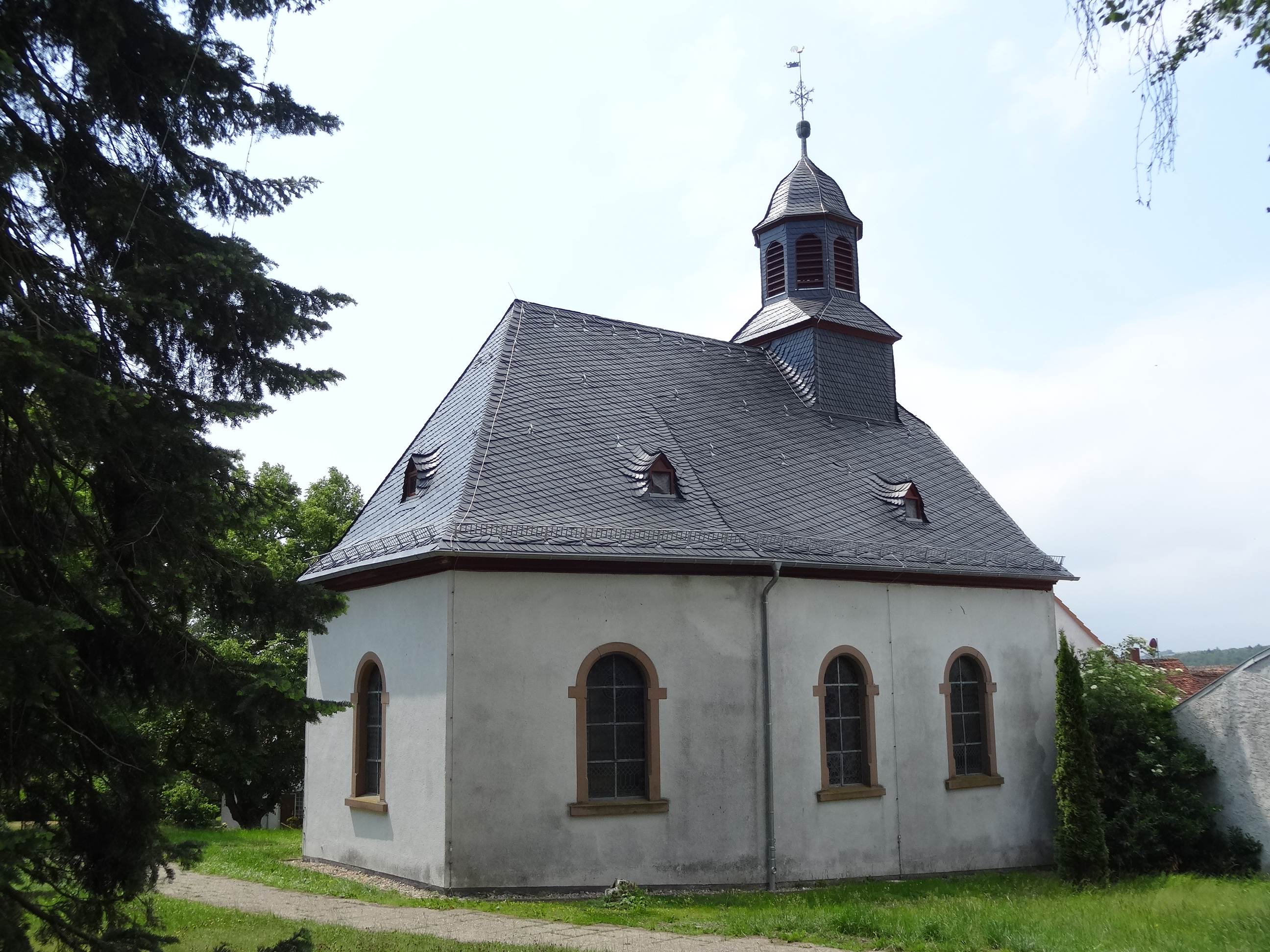
Kirche von Südosten

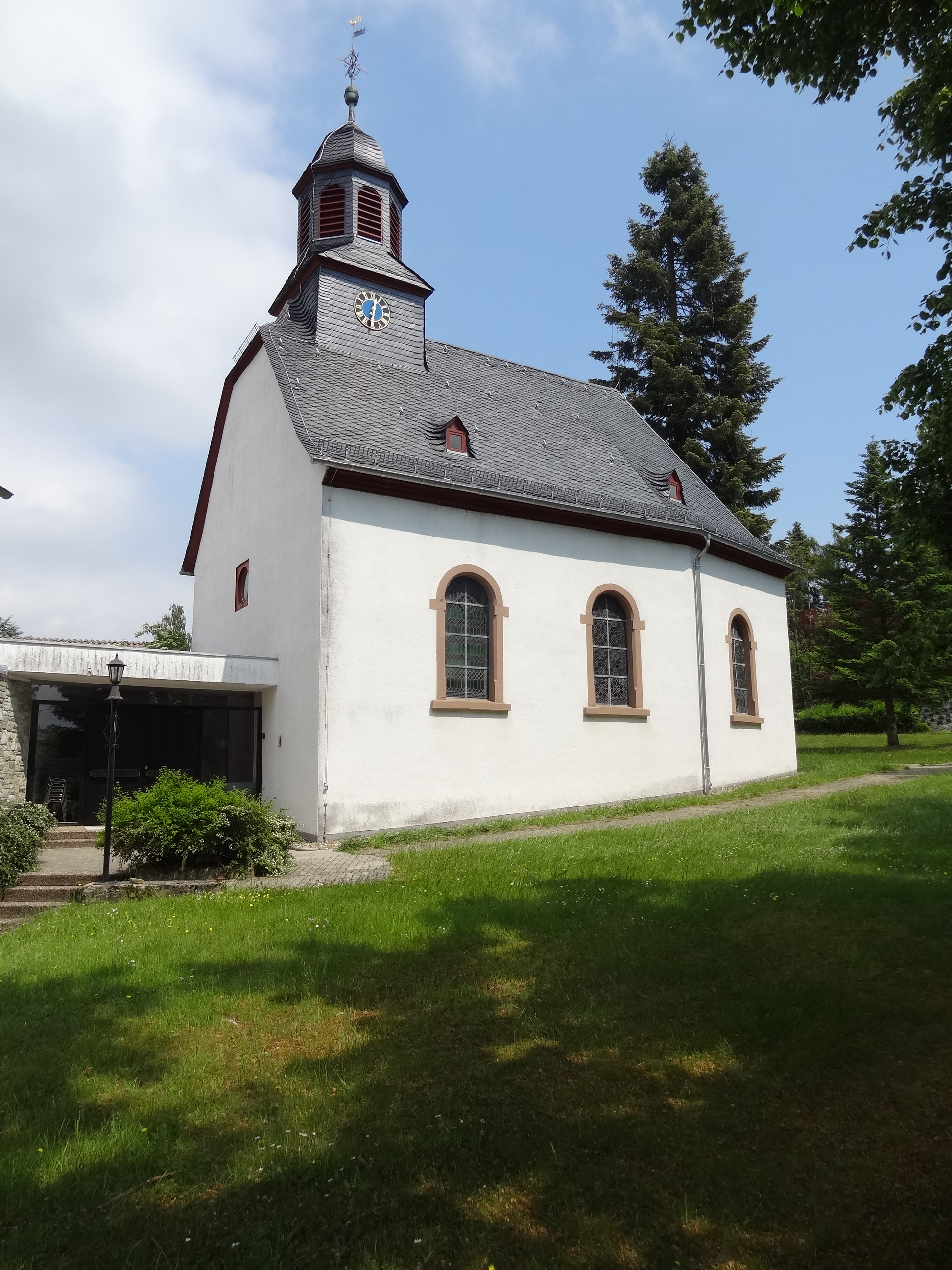
Blick von Südwesten

Die Evangelische Kirche in Maibach, einem Stadtteil von Butzbach im Wetteraukreis in Mittelhessen, ist eine 1764 bis 1766 errichtete Saalkirche mit dreiseitigem Chorabschluss. Die kleine Barockkirche mit Haubendachreiter prägt das Ortsbild und ist hessisches Kulturdenkmal.

## Geschichte
Kirchlich gehörte Maibach im Mittelalter zum Kirchspiel Münster, das dem Dekanat Friedberg im Archidiakonat von St. Maria ad Gradus im Erzbistum Mainz zugeordnet war. Mit Einführung der Reformation wechselte die Kirchengemeinde zum evangelischen Bekenntnis.
Anstelle des Vorgängerbaus wurde in den Jahren 1764 bis 1766 die heutige Kirche errichtet, die von Münster aus mitversorgt wurde. Von 1774 bis 1782 hatte Maibach einen eigenen Pfarrer.
In den Jahren 1849 und 1901 erfolgten umfassende Renovierungen. Die große Glocke wurde 1917 an die Rüstungsindustrie abgeliefert.
Die evangelisch-lutherische Kirchengemeinde gehört zur Kirchengemeinde Münster, die zusammen mit der Kirchengemeinde Fauerbach das Kirchspiel Münster bildet. Insgesamt umfasst das Kirchspiel etwa 1350 Mitglieder, die auf fünf Dörfer mit vier Kirchen verteilt sind. Es ist dem Dekanat Wetterau in der Propstei Oberhessen in der Evangelischen Kirche in Hessen und Nassau zugeordnet.

## Architektur

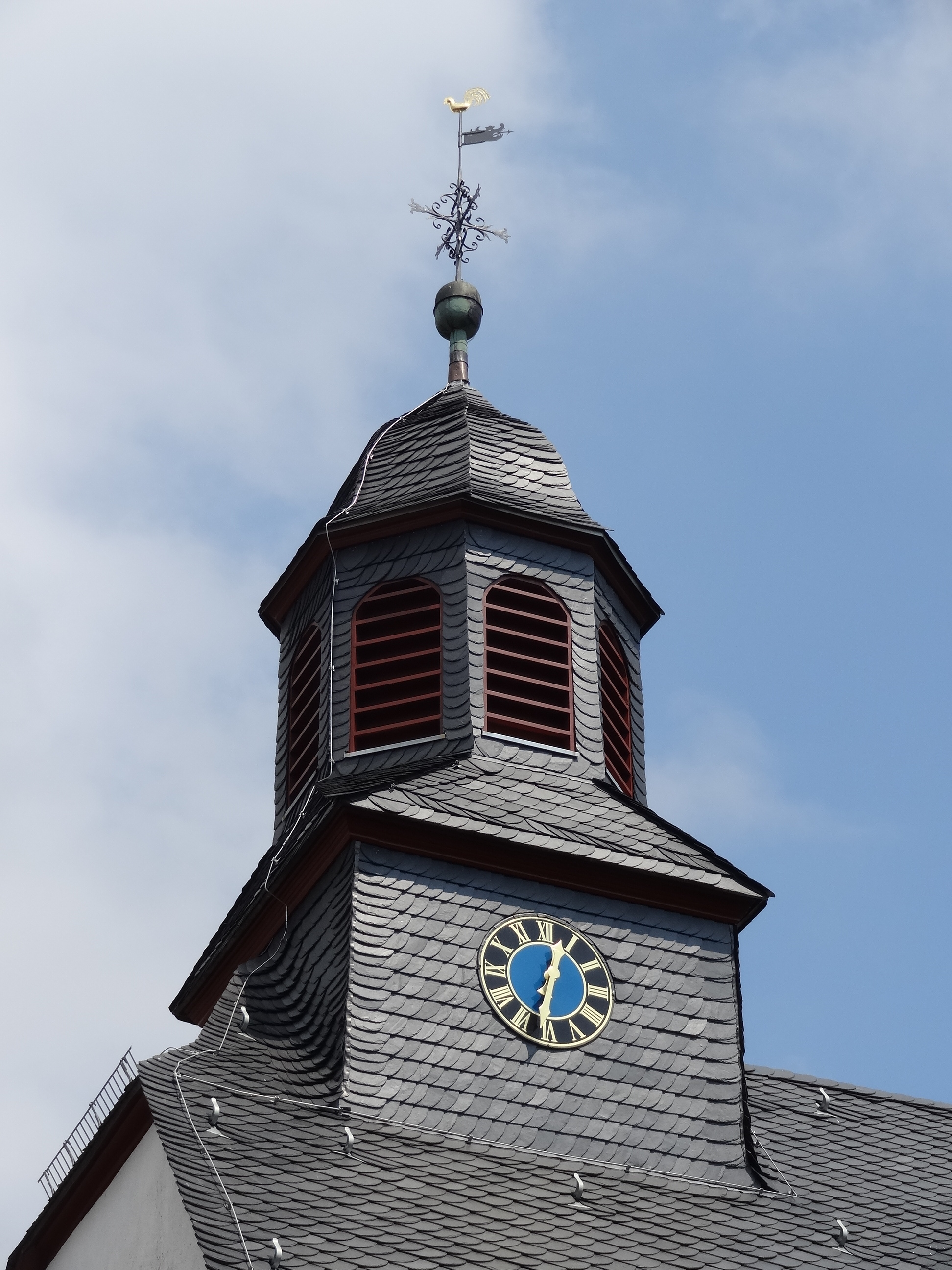
Dachreiter

Die in etwa geostete, weiß verputzte Saalkirche auf rechteckigem Grundriss ist am östlichen Ortsrand errichtet. Der dreieckige Kirchhof wird von einer Mauer aus Bruchsteinmauerwerk eingefriedet.
Dem verschieferten Dach sind fünf kleine Gauben aufgesetzt. Über dem Schopfwalmdach an der Westseite erhebt sich der Dachreiter. Aus dem vierseitigen Schaft, an dessen Südseite das Ziffernblatt der Turmuhr angebracht ist, leiten kleine Pultdächer zum oktogonalen Obergeschoss über, das acht rundbogige Schallöffnungen aufweist. Die Welsche Haube wird von Turmknauf, einem verzierten Kreuz, einer Wetterfahne in Gestalt eines Drachenkopfes und einem vergoldeten Wetterhahn bekrönt.
Der Innenraum wird an den Langseiten durch je zwei und im Chor durch drei Rundbogenfenster belichtet. In die Westseite ist ein kleines Rundfenster eingelassen. Erschlossen wird die Kirche durch einen neuzeitlichen Anbau an der Westseite.

## Ausstattung

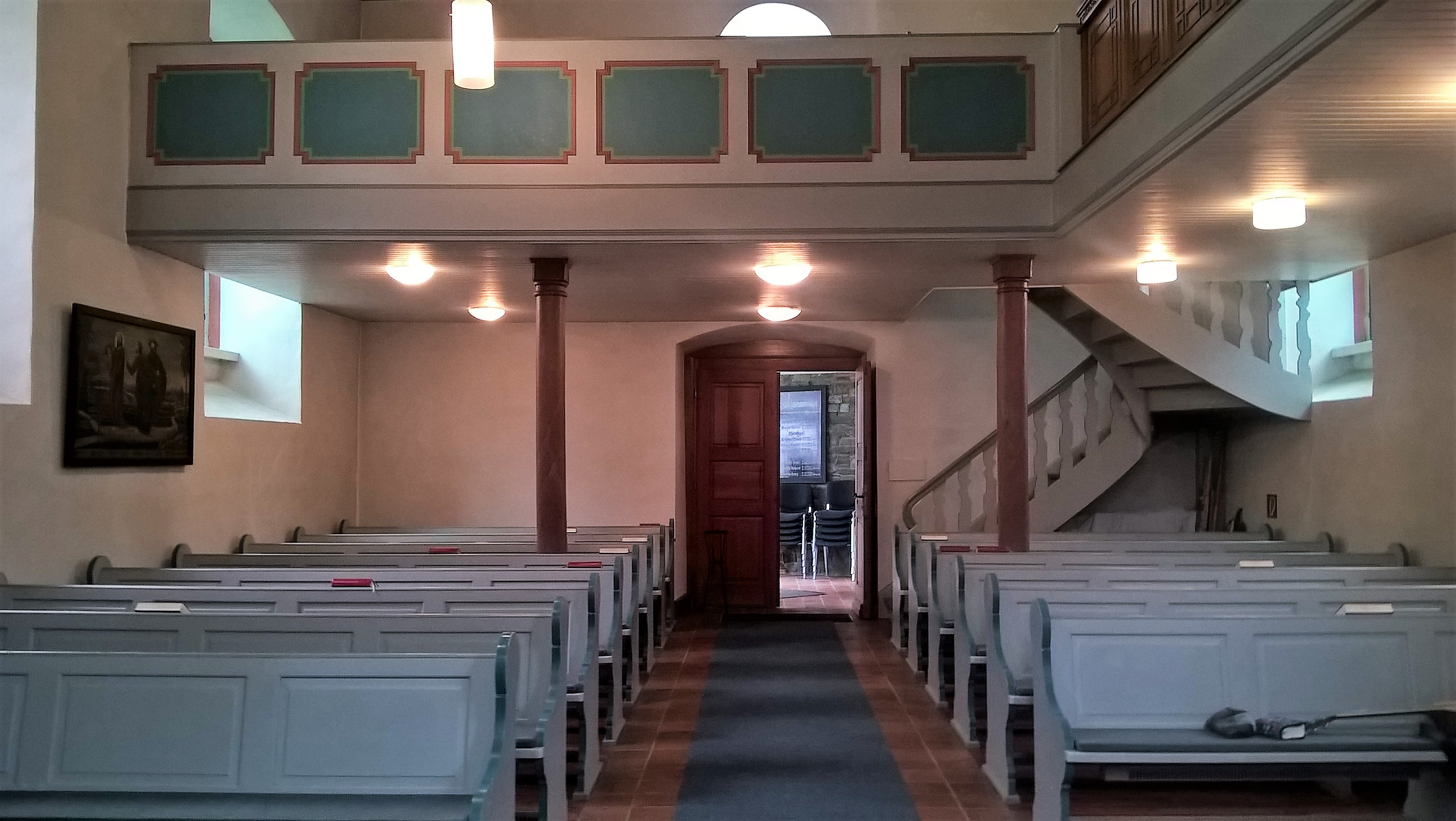
Innenraum mit Blick nach Westen

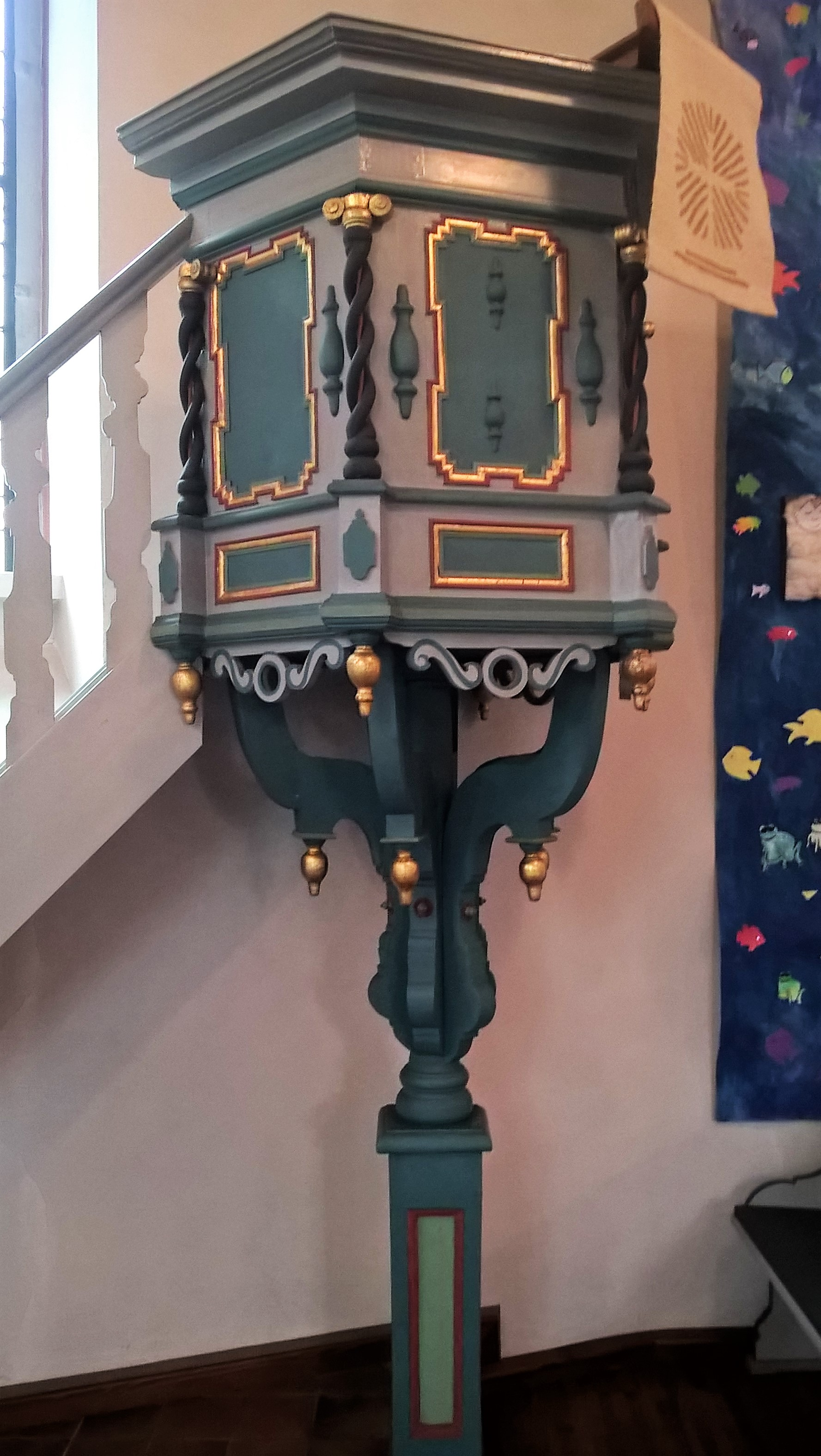
Barock-Kanzel

Die polygonale, hölzerne Kanzel stammt aus der Bauzeit der Kirche. Sie wird von geschwungenen Bügen gestützt, an denen vergoldete Spitzen hängen. Der Kanzelkorb ist mit Beschlagwerk verziert. Ihm entspricht der Schalldeckel, der von vergoldeten Spitzen bekrönt wird.
Eine hölzerne Winkelempore im Norden und Westen wurde wahrscheinlich im Renovierungsjahr 1849 eingebaut und 1969 erneuert. Die kurze Nordempore dient als Aufstellungsort der Orgel. Die Empore ruht auf drei schlanken, runden Holzsäulen, die in kubusförmigen Kapitellen enden und rot-marmoriert bemalt sind. Die Brüstungen haben querrechteckige kassettierte Füllungen in türkiser Fassung mit roten Profilen. Das hölzerne Kirchengestühl mit geschwungenen Wangen lässt einen Mittelgang frei.

## Orgel

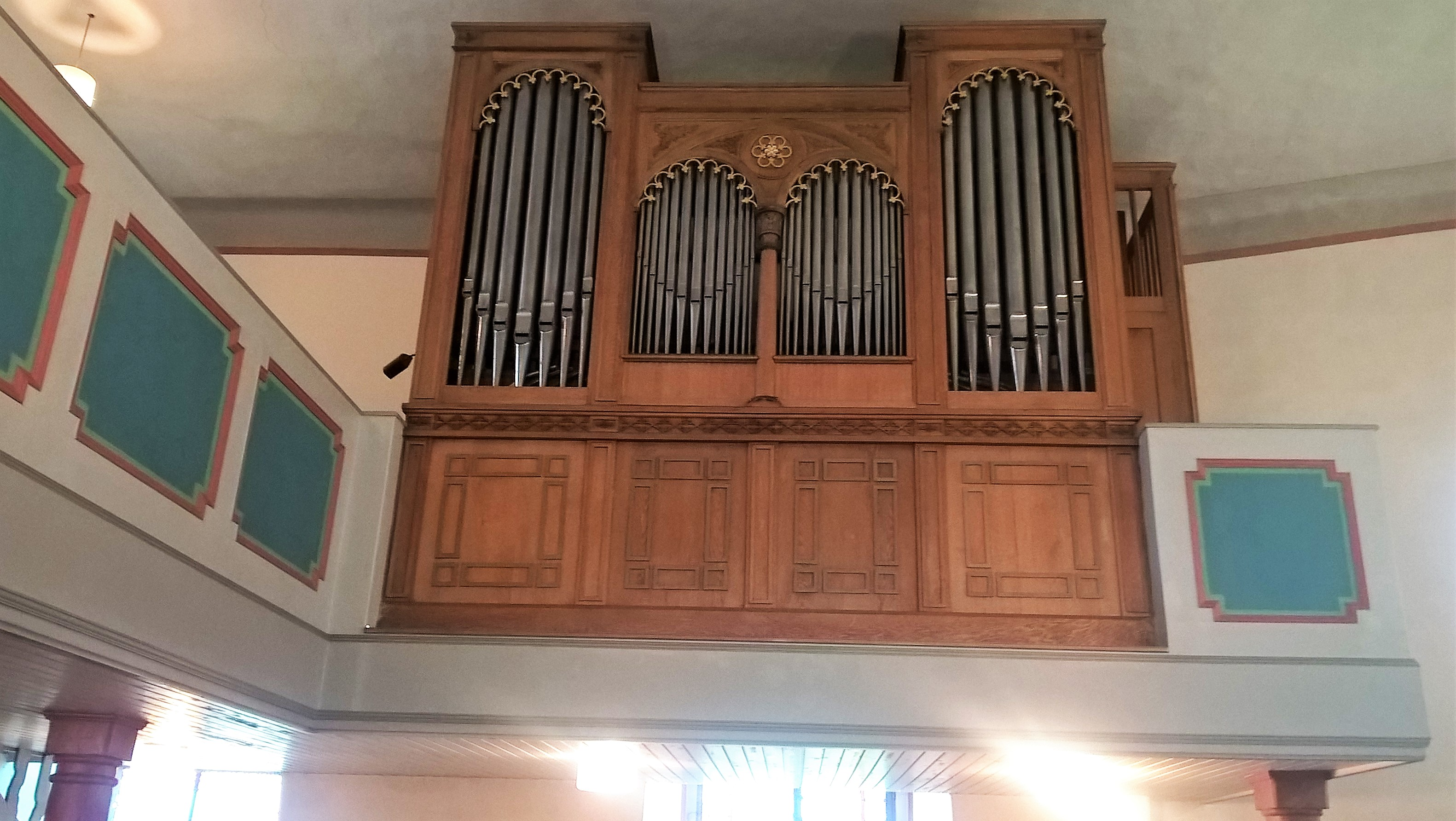
Raßmann-Orgel von 1851

Die Kirche erhielt in den Jahren 1850 bis 1851 ihre erste Orgel von Daniel Raßmann. Der Prospekt zeigt vier Rundbogenfelder. Zwei größere Pfeifenflachfelder außen flankieren zwei kleinere Felder in der Mitte. Eine leere Schleife blieb zum späteren Ausbau vorbereitet, auf die später ein Gemshorn 8′ ergänzt wurde. Die Disposition von Raßmann wurde verändert. 1969 erfolgte eine Umsetzung auf die neue Nordempore. Die Disposition mit neun Registern lautet wie folgt:
| Manual C–f3 |    |
| Principal   | 8′ |
| Hohlflöte   | 8′ |
| Gemshorn    | 8′ |
| Salicional  | 8′ |
| Oktave      | 4′ |
| Flöte       | 4′ |
| Mixtur III  | 2′ |

| Pedal C–c1 |     |
| Subbass    | 16′ |
| Octavbass  | 8′  |

- Koppel: I/P